# Juan Pablo Escobar
Sebastián Marroquín Santos (nombre de nacimiento Juan Pablo Escobar Henao,  Medellín, Colombia, 24 de febrero de 1977) es un arquitecto, diseñador industrial, escritor, pacifista y conferencista colombiano. Es hijo del fallecido narcotraficante colombiano Pablo Escobar.

## Biografía
Juan Sebastián nació el 24 de febrero de 1977, hijo de Victoria Eugenia Henao Vallejo y Pablo Escobar. Durante su infancia, residió principalmente en la Hacienda Nápoles y viajó con su familia a Estados Unidos y otros países, estableciéndose en zonas de Medellín. A partir de 1984, su vida y la de su familia experimentaron cambios significativos debido al conflicto entre el Cartel de Medellín y el Estado colombiano, iniciado tras el asesinato del ministro de Rodrigo Lara Bonilla, ordenado por su padre. Durante este período, Juan Pablo y su familia enfrentaron restricciones en su libertad debido a los frecuentes allanamientos de sus residencias por parte de las autoridades colombianas, lo que los obligó a mantener un perfil bajo por motivos de seguridad.
En enero de 1988, Juan Pablo y su familia fueron víctimas del primer carro bomba que explotó en Colombia, colocado por los enemigos de su padre en el Edificio Mónaco. En 1991, la situación pareció estabilizarse temporalmente cuando Pablo Escobar se entregó a las autoridades de Colombia y lo recluyeron en La Catedral, una prisión construida bajo sus especificaciones en el municipio de Envigado. Sin embargo, la fuga de su padre de la cárcel en 1992 generó nuevamente un escenario de incertidumbre y conflicto para la familia.
 

En 1993, año en el que su padre estaba escondido, ya que estaba en búsqueda por los Gobiernos de Colombia, Estados Unidos, Inglaterra, Francia y la Interpol, DEA, CIA así como también por los capos enemigos, intentó viajar con su hermana Manuela Escobar Henao, dos primas, su novia, una tía y la niñera de su hermana, hacia Estados Unidos, pero las autoridades migratorias de Colombia los retuvieron en el aeropuerto porque supuestamente los hijos de Escobar no portaban la documentación en regla, como los permisos de salida del padre para abandonar el país, cosa que desmintió Juan Pablo en su libro "Pablo Escobar, Mi Padre" afirmando que sí tenían los permisos de salida correspondientes ya que su padre tenía su firma registrada en una notaría de Medellín, pero que las autoridades pusieron todo tipo de excusas para no dejarlos partir y que los dejara el avión. El día del fallido viaje hacia Estados Unidos, el grupo criminal Los Pepes (Perseguidos por Pablo Escobar), los esperaban a las afueras del aeropuerto para matarlos, por lo que Juan Pablo, acorralado y en una jugada magistral, tuvo que contratar de último momento, los servicios de un helicóptero privado para regresar a Medellín a reunirse de nuevo con sus padres y poner a salvo su propia vida y la de las personas con las que viajaba. Primero se reunió con su madre, quien se encontraba en un apartamento llorando inconsolable por los reportes de la radio que daban cuenta del fallido viaje de sus hijos. Luego, se dirigieron a toda prisa hacia una caleta donde se encontraba escondido su padre, Pablo Escobar, quien los recibió con un largo abrazo y le dijo a su hijo:
"... Estuviste muy bien con la jugada del helicóptero, ahí los botaste a todos"  mientras sonreía y le tocaba varias veces el hombro.
Después de este hecho, pasaron largos meses escondidos de caleta en caleta con el padre. Algunos de los sucesos de ese tiempo en cautiverio, son relatados por Juan Pablo en su libro "Pablo Escobar, Mi Padre" . Mientras tanto, Pablo Escobar estaba haciendo intentos para restablecer contactos con el Gobierno Colombiano para negociar una segunda entrega, por lo que solicitó protección a la fiscalía para su familia en un edificio al que se trasladaron bajo la protección de dicho ente del Estado, Juan Pablo, su novia, su hermana y su madre. Estando en este edificio, la fiscalía presionaba con retirarles la protección si el padre no se entregaba pronto, además, Los Pepes les hicieron varios atentados, por lo que ante un inminente riesgo de muerte, planearon su salida hacia Alemania. Cuando partieron hacia Alemania, el Gobierno Colombiano solicitó a dicha nación, negarles el asilo a los Escobar, por lo que apenas pudieron estar en la zona de tránsito internacional en el aeropuerto de Frankfurt. Allí fueron interrogados por las autoridades migratorias alemanas, quienes luego de ponerse en contacto con el Gobierno Colombiano, decidieron poner en un avión de regreso a la familia Escobar Henao. Arribaron de nuevo a Colombia, después de escasas 48 horas de viaje y fueron trasladados a Residencias Tequendama en Bogotá; la estrategia del Gobierno Colombiano era evitar que Pablo Escobar lograra poner a salvo a su familia para de esa manera acorralarlo y provocar su caída ya que sus hijos y su esposa eran su talón de Aquiles. El capo, tras realizar varias llamadas a su familia, finalmente fue localizado y murió el 2 de diciembre de 1993 (su muerte y los participantes en la misma, aún es objeto de debates). Estando en Residencias Tequendama, la periodista Gloria Congote le informa de que su papá había sido dado de baja; éste, siendo un adolescente de 16 años y en su ira normal por la muerte de su progenitor, lanzó unas desafortunadas declaraciones:   
"Nosotros no queremos hablar en estos momentos. Pero eso sí, al que lo mató, yo solo voy a matar a esos hijueputas, yo solo los mato a esos malparidos."
Minutos después de ese comentario, se arrepintió, pues se puso a reflexionar en que no quería tomar el camino equivocado de su padre, que muchas veces le reprochó por toda la violencia desatada. Llamó al periodista Yamid Amat y pronunció las siguientes palabras:   
"Quiero personalmente dejar muy en claro que no vengaré, no vengaré la muerte de mi padre porque ahora lo único que me preocupa es el futuro de mi sufrida familia. Voy a luchar por sacarla adelante y por educarnos, por ser personas de bien y si puedo hacer algo para que reine la paz, por los siglos de los siglos en este país, lo haré." 
 Pero era demasiado tarde, pues los enemigos de su padre lo habían sentenciado a muerte, por lo que su madre tuvo que reunirse con los capos del narcotráfico colombiano, para entregar todo tipo de bienes como propiedades, obras de arte, autos y joyas a cambio de negociar la paz y que le perdonaran la vida a su hijo. 
Juan Pablo Escobar fue citado a una reunión con el Cártel de Cali y Los Pepes en la que lo estaban citando para matarlo y que no debía faltar, en un principio Juan Pablo se negó ya que por su instinto de supervivencia no se lo permitía, pero un allegado de sus enemigos heredados de su padre le dijo: "¡Oye, tú deberías ir a ese reunión, no sabes y no estás entendiendo lo que pasa!", a lo que Juan Pablo le respondió: "¡Yo si sé lo que pasa y lo que está sucediendo, me quieren matar!" a lo que él allegado le dijo con sutileza: "¡No, no, no, es que tú ya estás muerto de todas formas aunque no vayas, lo que tú no sabes es que la única posibilidad de salvar tu vida es asistiendo a esa reunión dónde te quieren matar!", Juan Pablo al oír éstas palabras fue convencido de que en sentido figurado ya estaba muerto, un muerto en vida que aún no asistiendo a la reunión la muerte iba a ser su destino tarde o temprano en cualquier momento, así que simplemente se armó de valor y sintiendo de que ya no tenía nada que perder se animó a ir a la reunión queriéndole así de esa manera ponerle un punto final a su vida y a los pecados y enemigos que heredó de su padre.
Al llegar a dicha reunión dónde le aseguraban que lo iban a matar, Juan Pablo declaró que se sorprendió que en lugar de encontrarse de primera mano con los líderes del Cártel de Cali y de Los Pepes, se encontró con su abuela Hermilda Gaviria y con su tío Roberto Escobar, luego se topó con los líderes del Cártel de Cali y Los Pepes, a la madre de Juan Pablo, Maria Victoria Eugenia Henao (hoy María Isabel Santos) le dijeron los enemigos del Cártel de Cali que a ella y a su hija Manuela no le iban a hacer nada, pero Maria Victoria Henao les dijo que si la vida de su hijo Juan Pablo no era negociable, que mejor les haga el favor de matarlos a todos, sus enemigos hablaron con Juan Pablo y le dijeron que lo iban a dejar vivir pero que le iban a condenar a ya no tener riqueza y que le prohibían que se meta en el narcotráfico ya que de lo contrario ellos temían por su vida y temían de que Juan Pablo era alguien muy inteligente como su padre y podía llegar a ser igual de peligroso que su progenitor y llegar a atentar contra ellos, a lo que Juan Pablo les respondió tranquilamente: "¡No se preocupen que eso del narcotráfico no me interesa, yo no me voy a meter en eso porque yo sé que el narcotráfico es una maldición!", pero ésta respuesta sólo hizo que sus enemigos se sientan ofendidos y sí quisieran llegar a matarlo y le discutían de que el narcotráfico no es una maldición, Juan Pablo se mantuvo firme y le pidió educadamente disculpas a sus enemigos pero sostuvo de que lamentablemente él no lo podía ver de otra manera porque el narcotráfico le quitó la vida a su padre, trajo caos, destrucción y muerte a su país Colombia y que ese dinero del narcotráfico les trajo hambre, sus enemigos en parte lo comprendieron y terminaron simpatizando con Juan Pablo y al negociar terminaron en buenos términos.  
Después de la muerte de su padre y tras varias solicitudes de asilo denegadas de diferentes países y al cabo de un año, salieron de Colombia rumbo a Mozambique, tras un acuerdo con los representantes de dicho país, pero apenas duraron unos días, pues Mozambique era una nación convulsionada que acababa de salir de una guerra civil. Finalmente se instalaron en Argentina, donde tuvieron varios problemas legales que después lograron resolver. Por razones de seguridad, y para alejar el estigma de tener el apellido de Escobar, sus nombres y apellidos fueron cambiados por las autoridades colombianas antes de que salieran de Colombia. Así, Victoria pasó a llamarse María Isabel Santos Caballero, Juan Pablo se llama Juan Sebastián Marroquín Santos, su ahora esposa Andrea se llama Ángeles y su hermana Manuela se llama Juana Manuela Marroquín Santos.
En 2010, presentó el documental biográfico Pecados de mi padre.
En 2014 y 2016, Editorial Planeta Colombia publicó sus libros Pablo Escobar, mi padre: Las historias que no deberíamos saber y Pablo Escobar In Fraganti: Lo que mi padre nunca me contó.
En 2017, El Festival de Cannes, presentó "Escobar al descubierto", un documental que explora todas las aristas del creador del cártel de Medellín, con los testimonios, entre otros, de su hijo y de su viuda, con archivos fotográficos y videos nunca antes revelados.
En mayo de 2024 apareció en un famoso programa de entrevistas serbio Veče sa Ivanom Ivanovićem.
Actualmente vive en Argentina, donde fundó su estudio de arquitectura Box Arquitectura Latinoamericana y una marca de ropa llamada Escobar Henao, con prendas inspiradas en documentos inéditos de su padre y estampados con mensajes que invitan a la reflexión; está casado y tiene un hijo llamado Juan Emilio. Juan Pablo Escobar Henao, también se dedica a brindar conferencias por todo el mundo, llevando a los jóvenes un mensaje de paz y hablando sobre el narcotráfico y sus terribles consecuencias.
Casi al final del documental Pecados de mi padre, Juan Pablo declaró una anécdota que ha dicho en muchas ocasiones en entrevistas como una enorme reflexión, citando: "¿Porqué yo no soy narcotraficante?, porque ese dinero nos trajo hambre, ese dinero que se suponía que te iba a sacar de un montón de problemas, nos trajo todos los problemas, porque yo estuve escondido con mí padre en una casa, con millones y millones de dólares y nos estábamos muriendo de hambre, porque al frente de la casa que nos escondíamos había un retén de un operativo de la policía, teníamos el dinero para comprar todos los supermercados completos, pero no teníamos la libertad para ir a la esquina a comprar una libra de arroz o un pedazo de pan y una botella de agua, ese dinero sólo podía servir como combustible para calentar la chimenea!". 
En su libro "Pablo Escobar, mi padre", cierra con una frase contundente de agradecimiento que dice: "A mi padre, que me mostró el camino que no hay que recorrer".

## Libros
- 2014: Pablo Escobar, mi padre
- 2016:  Pablo Escobar in fraganti